# Перієнь (Ясси)
Перієнь, Перієні (рум. Perieni) — село у повіті Ясси в Румунії. Входить до складу комуни Пробота.
Село розташоване на відстані 344 км на північ від Бухареста, 26 км на північ від Ясс.

## Населення
За даними перепису населення 2002 року у селі проживала 1741 особа, усі — румуни. Усі жителі села рідною мовою назвали румунську.